# 羅德曼 (愛荷華州)
羅德曼（英語：Rodman）是一個位於美國愛荷華州帕洛阿爾托縣的城市。

## 地理
羅德曼的座標為43°01′37″N 94°31′40″W / 43.02694°N 94.52778°W，而該地的平均海拔高度為363米（即1191英尺）。

## 人口
根據2010年美國人口普查的數據，羅德曼的面積為0.44平方千米，當中陸地面積為0.44平方千米，而水域面積為0.00平方千米。當地共有人口45人，而人口密度為每平方千米102人。